# Kilian Ignaz Dientzenhofer
Kilian Ignaz Dientzenhofer (Praga, 1º settembre 1689 – Praga, 18 febbraio 1751) è stato un architetto tedesco.

## Biografia

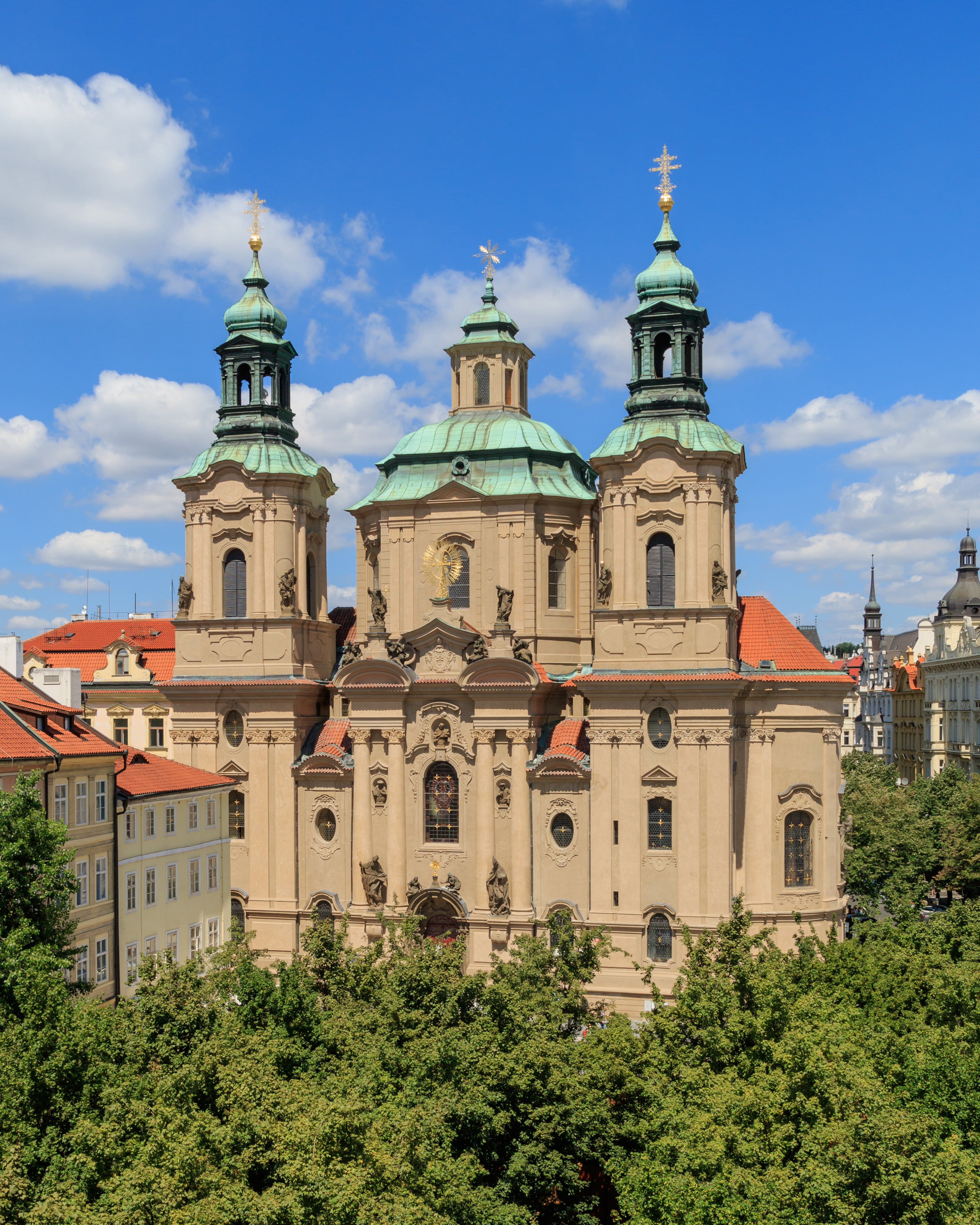
La Chiesa di San Nicola nella Piazza della Città Vecchia.

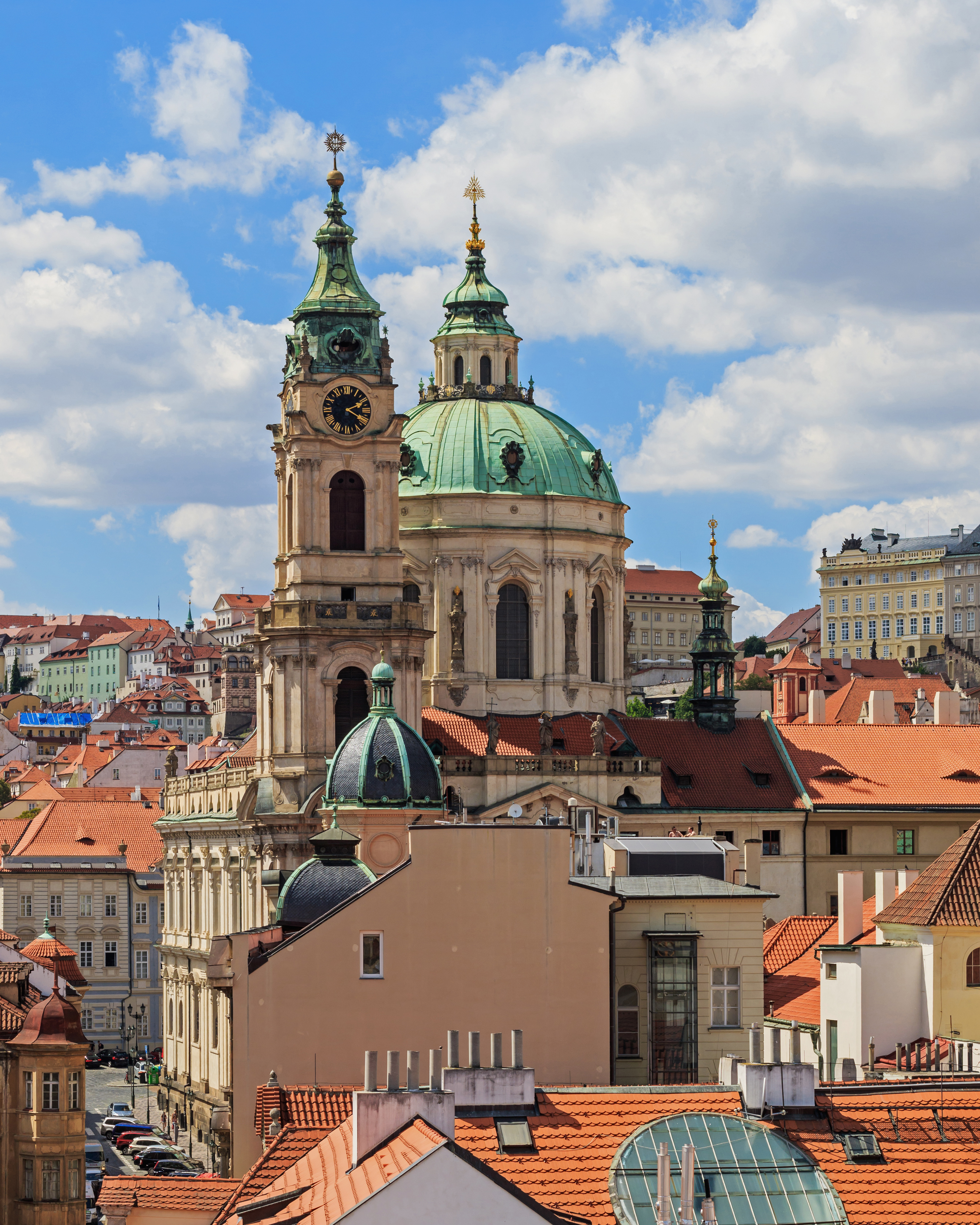
Chiesa di San Nicola in Malá Strana a Praga

Kilian Ignaz Dietzenhofer, figlio dell'architetto Christoph Dientzenhofer e Maria Anna Lang, raggiunse presto una grande fama; anche se poco si conosce della sua formazione. Probabilmente ha frequentato la Scuola gesuitica a Malá Strana per poi trascorrere un anno a studiare filosofia presso il Clementinum. Si ritiene che dapprima volesse scegliere una vita spirituale, poi sotto l'influenza del padre si è avvicinato all'architettura. Con lui, che ha creato le condizioni per la sua fortunata carriera artistica, ha imparato il mestiere di muratore.
In un soggiorno a Vienna Kilian Ignaz entra in contatto con Johann Bernhard Fischer von Erlach e Johann Lucas von Hildebrandt, coi quali collabora. Nel 1709 intraprende studi approfonditi e parte in viaggi di istruzione all'estero, parlava sei lingue. Nel 1716 aiutava il padre nella costruzione dell'Abbazia di Břevnov a Praga e da lì ebbe inizio una stretta collaborazione fra i due, tanto che completò i progetti del padre dopo la sua morte. Durante il suo periodo di formazione ebbe l'occasione di collaborare anche con Giovanni Biagio Santini.
Tra i suoi primi edifici vi sono Villa Amerika a Praga e la chiesa di San Giovanni Nepomuceno, nell'Abbazia delle Orsoline di Hradčany.
Dopo la morte di suo padre, nel 1722, ha assunto la posizione di costruttore abbaziale per i benedettini di Břevnov e Broumov, con incarichi legati a tutti i loro possedimenti: Police nad Metují, Legnica. Inoltre anche le comunità religiose ceche dei Gesuiti, Agostiniani e Crocigeri della stella rossa gli diedero costantemente delle commissioni. Il suo successo e la sua fama erano talmente grandi che già 1725 era diventato ricercato e difficile da avvicinare. 
Tra i molti lavori che gli vennero affidati dall'abate di Broumov, Othmar Daniel Zinke, spicca la chiesa dell'Abbazia di Legnickie Pole, vicino a Legnica, considerata il capolavoro giovanile di Dietzenhofer.
In contrasto con l'architettura del padre, sviluppò le forme barocche verso l'alto, unendo le tradizioni boeme allo stile di corte viennese. Negli edifici sacri, predilesse le piante centrali, variate con soluzioni innovative; in quelli civili la sua creatività è testimoniata dagli incroci degli assi dei tetti, dal rapporto tra i piani e dalle scarse ornamentazioni. 
L'imperatore Carlo VI d'Asburgo, nel 1730, lo nomina architetto di corte, nel 1737, è stato nominato per il costruttore fortezza superiore.
Kilian Ignaz durante la sua carriera ha progettato e costruito un vasto numero di edifici sacri e profani in Boemia, Moravia e Slesia. Il panorama di Praga si distingue per la sua architettura. 
Dopo la sua morte, molti dei progetti avviati e programmati da lui sono stati eseguiti da genero Anselmo Lurago.

## Opere

### A Praga

#### Edifici religiosi
- Convento di Loreto, 1620-23 (collaborazione col padre)
- Chiesa di San Giovanni Nepomuceno, nell'Abbazia delle Orsoline, Hradčany (1720–1729)
- Chiesa di San Tommaso, Malá Strana (1723–1731)
- Chiesa di San Giovanni sulla Roccia, Città Nuova (1730–1739)
- Cattedrale dei Santi Cirillo e Metodio, Città Nuova (1730)
- Chiesa di San Nicola, Piazza della Città Vecchia (1732–1735)
- Chiesa di San Nicola in Malá Strana (1737–52)
- Chiesa di Santa Caterina, Città Nuova (1738–1741)
- Chiesa di Nostra Signora a Bíla Hora

#### Edifici civili
- Villa Amerika, Città Nuova (1717–1720)
- Palazzo Sylva-Taroucca-Palais, Città Nuova (1743–1751)
- Palazzo Kinsky, Piazza della Città Vecchia (1755–1765)

### In Boemia
- Abbazia di Břevnov (1724–1738)
- Castelli di Sloupno (1748)
- Cappella di Bohušovice nad Ohří (1746–1747)
- Chiesa di Sant'Adalberto, Počaply u Terezína, (1724–1726)
- Abbazia di Broumov (1727–1735)
- Chiesa di Ognissanti, Heřmánkovice (1723)
- Chiesa di Sant'Anna, Meziměstí (1725–1727)
- Chiesa di San Giovanni Battista, Heřmánkovice (1725)
- Chiesa di Santa Barbara, Otovice (1725–1726)
- Chiesa di Santa Margherita, Šonov (1726–1730)
- Cappella della Vergine, Křinice (1732–1733)
- Chiesa di Santa Maria Maddalena, Božanov (1733)
- Porta barocca d'ingresso al Monastero di Police nad Metují
- Chiesa di san Procopio, Bezděkov nad Metují (1724–1727)
- Santuario dell'Addolorata, Dobrá Voda u Českých Budějovic (1733–1735)
- Santuario di Svatá Hora, Distretto di Příbram (1727–1728)
- Parrocchiale di Hořice (1741–1748)
- Chiesa di Santa Maria Maddalena, Karlovy Vary (1731–1737)
- Edifici conventuali del Monastero Kladruby
- Monastero delle Orsoline, Kutná Hora (1733–1743)
- Parrocchiale di Nepomuk (1734–1738)
- Santuario dell'Assunta, Plánice (1719–1730)
- Chiesa di San Clemente, Odolena Voda (1733–1735)
- Santuario di San Francesco Saverio, Opařany (1732–1735)
- Chiesa di San Giovanni Battista a Paštiky, Bezdědovice (1747-1753)
- Edifici conventuali dell'Abbazia di Plasy
- Chiesa dell'Assunta sulla Collina, Počaply (1730–1733)
- Chiesa dell'Assunta, Přeštice (1748–1775)
- Parrocchiale di Březno
- Abbazia di Ročov (1746–1750)
- Chiesa di Santa Maria Nascente, Domažlice (1747)
- Prelatura dell'Abbazia di Svatý Jan pod Skalou (1726–1731)

### In Slesia
- Abbazia di Legnickie Pole, Legnica (1723–1738)